# Markus Mattmüller

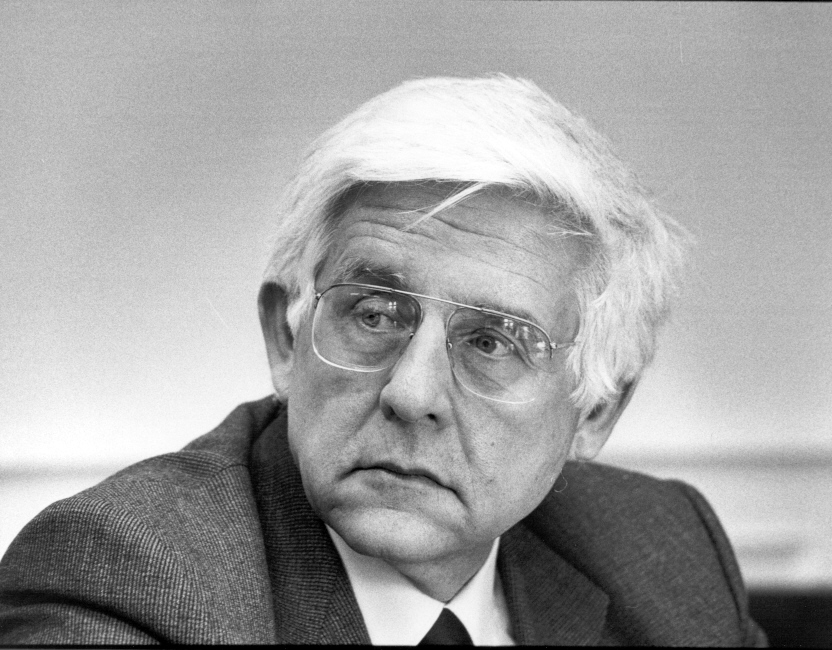
Markus Mattmüller (1988)

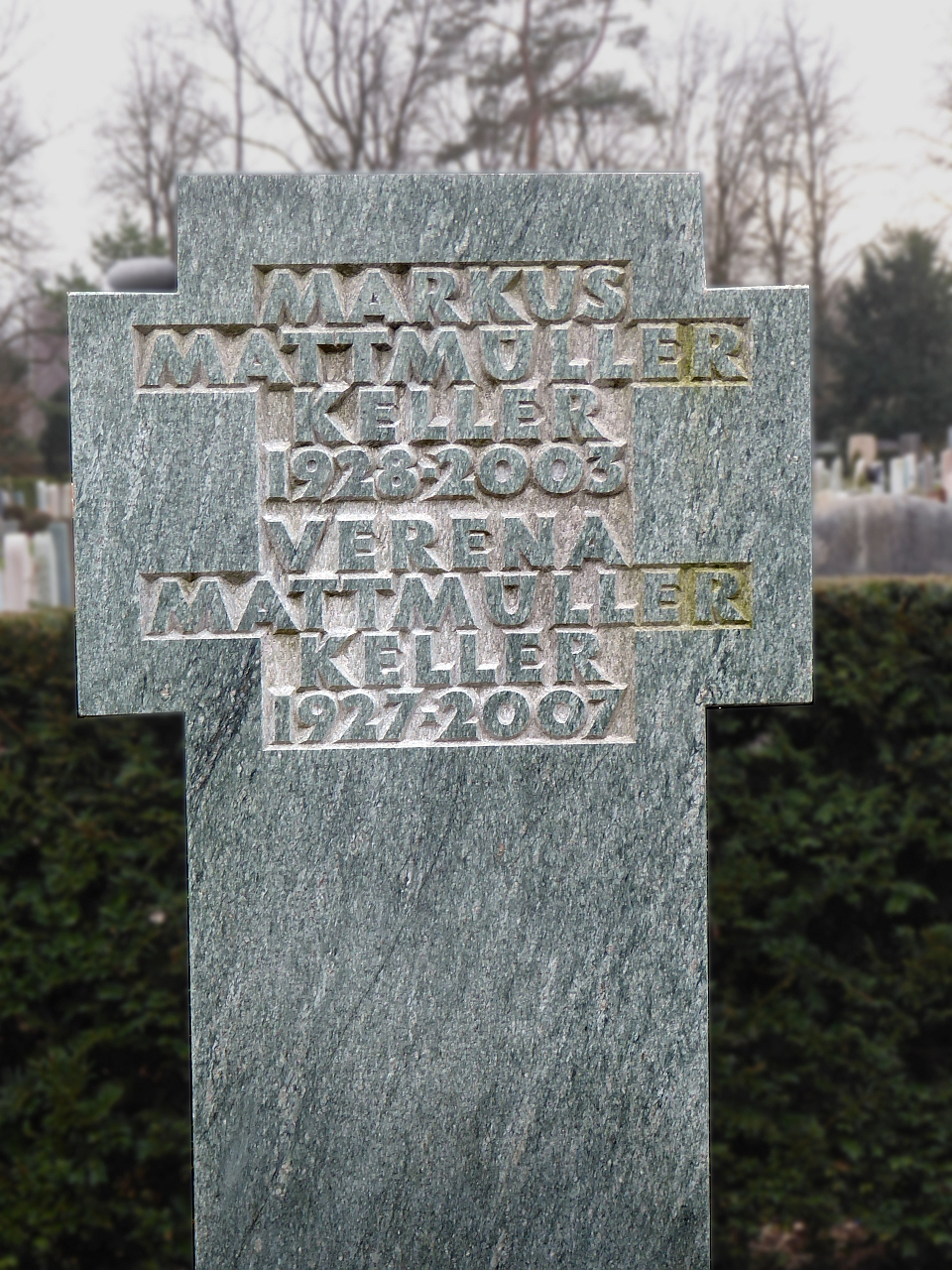
Grab auf dem Friedhof am Hörnli, Riehen

Markus Theodor Mattmüller (* 18. Juli 1928 in Basel; † 30. Oktober 2003 ebenda; heimatberechtigt ebenda) war ein Schweizer Historiker.

## Leben
Der Sohn des Pazifisten Georg Mattmüller studierte Geschichte, Germanistik und Italianistik an den Universitäten Basel und Perugia und schloss 1951 mit dem Mittellehrerexamen ab. Er arbeitete als Mittellehrer und promovierte 1957. 1966 wurde er habilitiert. Von 1969 bis 1992 war Mattmüller ordentlicher Professor für Neuere Allgemeine und Schweizer Geschichte an der Universität Basel. 
Neben Rudolf Braun und Erich Gruner war Mattmüller ein Wegbereiter der Sozialgeschichte in der Deutschschweiz. Er betreute u. a. Arbeiten zu Demografie und Agrargeschichte im Ancien Régime und zur Arbeiterbewegung. Zu seinen Forschungsschwerpunkten gehörten überdies Leonhard Ragaz und der religiöse Sozialismus.
Mattmüller betätigte sich von 1951 bis 1954 als Sekretär des Schweizerischen Friedensrates sowie als Mitglied der Sozialdemokratischen Partei von 1960 bis 1969 als Verfassungsrat beider Basel und von 1964 bis 1967 als Richter am Zivilgericht.

## Werke (Auswahl)
- Leonhard Ragaz und der religiöse Sozialismus. Eine Biographie. 2 Bände. EVZ, Zollikon 1957/1968 (zugleich: Dissertation, Universität Basel, 1957).
- Bevölkerungsgeschichte der Schweiz. Teil I: Die frühe Neuzeit, 1500–1700 (= Basler Beiträge zur Geschichtswissenschaft. Bd. 154). 2 Bände. Helbling und Lichtenhahn, Basel 1987.